# Caproni Ca.22
Il Caproni Ca.22 era un aereo monomotore monoplano ad ala alta a parasole realizzato dall'azienda italiana Aeronautica Caproni nel 1913.
Sviluppato su iniziativa di Giovanni Battista "Gianni" Caproni venne realizzato in un unico esemplare a scopo di ricerca per studiare le caratteristiche di un velivolo dotato di ala ad angolo di incidenza variabile.
Infatti, l'ala era in tre pezzi ed era anteriormente incernierata sul longherone anteriore che faceva da asse di rotazione per la stessa; la variazione di incidenza dell'ala era comandata da un volantino che comandava un tubo elicoidale che agiva sul pilone posteriore. Inoltre con un sistema di tiranti venivano comandati i piani posteriori della coda in modo da compensare le variazioni di pressione esercitate sull'ala mantenendo l'equilibrio longitudinale del velivolo ottimale.
L'aereo nel 1913 ottenne vari record mondiali di altezza e di salita.
I velivoli successivi il Ca.23 e il Ca.24, costruiti entrambi nel 1914, si distinguevano per avere l'ala ad incidenza fissa e due motorizzazioni differenti. Il Ca.23 montava un motore Fiat da 100 hp mentre il Ca.24 un motore Gnome da 100 hp, quest'ultimo dei due fu quello prodotto in serie.
Il 30 giugno 1915 i piloti della 15ª Squadriglia da ricognizione e combattimento ritirano a Vizzola Ticino i Caproni 2 Parasol 100 hp portandoli al campo volo di Pordenone ma dopo gli incidenti sul nuovo aereo, di cui uno che causa la morte di un pilota per la rottura di un'ala, la squadriglia viene sciolta il 15 settembre 1915.